# Liste der Fachzeitschriften für Knochen- und Gelenkchirurgie
Diese Liste der Fachzeitschriften für Knochen- und Gelenkchirurgie sammelt die Fachzeitschriften für Orthopädie, Handchirurgie und Unfallchirurgie.

## Liste

### Klinik
- Acta Chirurgiae Orthopaedicae et Traumatologiae Čechoslovaca[1]
- Acta Orthopaedica (Scandinavica)[2]
- Acta Orthopædica Belgica[3]
- Acta Ortopédica Mexicana[4]
- Aktuelle Probleme in Chirurgie und Orthopädie
- The American Journal of Orthopedics[5]
- Archiv für Orthopädie und Unfallchirurgie → Archives of Orthopaedic and Trauma Surgery
- Arthroscopy[6]
- Arthroskopie[7]
- Beiträge zur Orthopädie und Traumatologie (DDR)[8]
- The Journal of Bone & Joint Surgery
- The Bone & Joint Journal
- China Journal of Orthopaedics and Traumatology[9]
- Clinical Orthopaedics and Related Research
- Der Orthopäde[10]
- Giornale Italiano di Ortopedia e Traumatologia[11]
- Injury[12]
- International Orthopaedics (SICOT)[13]
- Irish Journal of Orthopaedic Surgery and Trauma[14]
- Journal of Orthopaedic Trauma[15]
- Journal of Orthopaedic Surgery (1962)[16]
- Journal of Orthopaedics[17]
- The Journal of Trauma and Acute Care Surgery
- Operative Orthopädie und Traumatologie[18]
- OUP – Orthopädische und Unfallchirurgische Praxis[19]
- Polish Orthopaedics and Traumatology[20]
- Revista de la Asociación Argentina de Ortopedia y Traumatología (eingestellt)
- Revista Brasileira de Ortopedia[21]
- Revista Colombiana de Ortopedia y Traumatología[22]
- Revista Española de Cirugía Ortopédica y Traumatología[23]
- Revista Portuguesa de Ortopedia e Traumatologia[24]
- Revue de Chirurgie Orthopédique et Traumatologique[25]
- Travmatologija i ortopedia Rossii[26]
- Ortopedija, Travmatologija i vosstanovitelnaja chirurgija detskogo vozrasta[27]
- Genij ortopedii[28]
- Die Unfallchirurgie (vormals Der Unfallchirurg)[29]
- Zeitschrift für Orthopädie und ihre Grenzgebiete → Zeitschrift für Orthopädie und Unfallchirurgie[30]

### Handchirurgie
- Handchirurgie – Mikrochirurgie – Plastische Chirurgie[31]
- Journal of Hand Surgery[32]
- Scandinavian Journal of Plastic and Reconstructive Surgery and Hand Surgery → Journal of Plastic Surgery and Hand Surgery[33]

### Rheumatologie
- Annals of the Rheumatic Diseases[34]
- Zeitschrift für Rheumatologie[35]

### Wirbelsäule
- European Spine Journal[36]
- Journal of Spinal Disorders and Techniques[37]
- Scoliosis[38]
- Spine[39]